# Ординг, Бьярт
Бьярт Ординг (норв. Bjart Ording, 19 мая 1898 — 12 октября 1975) — норвежский конник, призёр Олимпийских игр.
Родился в 1898 году в Несе. В 1928 году на Олимпийских играх в Амстердаме он завоевал серебряную медаль в командном первенстве в троеборье, а в личном первенстве стал 6-м; при этом он выступил ещё и в конкуре, где стал 36-м. В 1952 году принял участие в Олимпийских играх в Хельсинки, где стал 29-м в конкуре в личном зачёте.